# Жан Ешноз
Жан Ешноз (фр. Jean Echenoz; Оранж, 26. децембар 1947) француски је књижевник. Спада у значајније савремене француске ауторе.
Објавио је 16 романа и добио десетак књижевних награда, између осталих: награду Фенеон за своју прву књигу „Гринички меридијан” (1979), Медиси за криминалистички роман „Чироки” (1983), Гонкур за роман „Одлазим” (1999) и награде Пол Моран (2006) и Маргерит Јурсенар (2018) за целокупно стваралаштво. Познат је по књижевној трилогији „Имагинарни животи”, коју чине биографски романи „Равел” (о животу Мориса Равела), „Муње” (о животу Николе Тесле) и „Трчање” (о животу Емила Затопека).
У својим делима често се инспирише путовањима и географским пределима који му служе као декор за оживљавање животних околности књижевних јунака, те се поједини романи, посебно они с почетка каријере, називају географским романима. Његово стваралаштво се често ослања на кинематографску реторику (приче које подсећају на филмске сценарије, употреба монтажне технике, фокусираност на предметност и спољашњост, итд).

## Одабрана дела
- „Гринички меридијан” (Le Méridien de Greenwich, 1979)
- „Чироки” (Cherokee, 1983)
- „Малезијски тим” (L'Équipée malaise, 1986)
- „Окупација земљишта” (L'Occupation des sols, 1988)
- „Језеро” (Lac, 1989)
- „Нас троје” (Nous trois, 1992)
- „Велике плавуше” (Les Grandes Blondes, 1998)
- „Једна година” (Un an, 1997)
- „Одлазим” (Je m'en vais, 1999)
- „Жером Линдон” (Jérôme Lindon, 2001)
- „У клавиру” (Au piano, 2002)
- „Равел” (Ravel, 2006)
- „Трчање” (Courir, 2008)
- „Муње” (Des éclairs, 2010)
- „14” (2012)
- „Ћудљивости краљице” (Caprice de la reine, 2014)
- „Специјални изасланик” (Envoyée spéciale, 2016)